# Delaunay (cráter)
| Delaunay es un cráter de impacto lunar, con el cráter La Caille situado al suroeste y Faye en la frontera noreste del borde exterior de Delaunay. Más al noroeste aparece el prominente cráter Arzachel. Se trata de una formación irregular que tiene un reborde interior que desde el lado noreste divide el cráter casi por la mitad y le da un aspecto con forma de corazón. Esta cresta se hace cada vez más delgada a medida que se aproxima al borde sudoeste, hasta que termina en una punta afilada, dándole el aspecto de un colmillo curvado. El borde externo de este cráter es igualmente irregular, y la desigual pared interior varía significativamente en anchura. El borde meridional, en particular, ha sido fuertemente dañado por impactos, incluyendo La Caille E, que invade parcialmente el interior de Delaunay. |

## Cráteres satélite
Por convención estos elementos son identificados en los mapas lunares poniendo la letra en el lado del punto medio del cráter que está más cerca de Delaunay.
|          | \| Delaunay \| Coordenadas \| Diámetro \| \| -------- \| --------------------------- \| -------- \| \| A \| 21°54′S 2°00′E / -21.9, 2.0 \| 6 km \| |          |
| Delaunay | Coordenadas | Diámetro |
| A        | 21°54′S 2°00′E / -21.9, 2.0 | 6 km     |